# White Cay
White Cay är en ö i Bahamas.   Den ligger i distriktet Exuma District, i den sydöstra delen av landet, 270 km sydost om huvudstaden Nassau.